# Mordellistena rubida
Mordellistena rubida is een keversoort uit de familie spartelkevers (Mordellidae). De wetenschappelijke naam van de soort is voor het eerst geldig gepubliceerd in 1847 door Ermisch.